# Irene Grandi
Irene Grandi (Firenze, 6 dicembre 1969) è una cantautrice italiana.
Nel 1994 viene scoperta dal grande pubblico grazie alle canzoni Fuori e T.V.B., quest'ultima scritta per lei da Jovanotti, ma il successo giunge l'anno seguente, nel 1995, quando vende oltre 500 000 copie in Italia dell'album In vacanza da una vita, trainato dal singolo omonimo, e dal successo del brano Bum Bum.
Ha attraversato diversi generi musicali, tra cui rap, pop, soul, blues, rock e jazz, ma senza rinunciare alla melodia italiana, collaborando spesso con artisti del panorama musicale nazionale, tra cui Jovanotti, Eros Ramazzotti, Claudio Baglioni, Paolo Vallesi, Pino Daniele e Vasco Rossi, Bobo Rondelli, fino ad Elio e le Storie Tese e Tiziano Ferro, cui la cantante toscana ha scritto un brano contenuto nell'album L'amore è una cosa semplice (2011).
Nel corso della sua carriera ha cantato anche in spagnolo e ha eseguito duetti in tedesco, francese, hindi e in lingue africane, vendendo oltre 10 milioni di dischi nel mondo e guadagnando in Italia un disco di diamante, nove dischi di platino e quattro dischi d'oro. Ha posizionato nelle top-ten delle classifiche italiane 9 album e 8 singoli, di cui un singolo al numero uno.
Ha partecipato sei volte al Festival di Sanremo, raggiungendo il secondo posto nel 2000 con il brano La tua ragazza sempre. Ha inoltre preso parte, come cantante, a sei edizioni del Festivalbar, conquistando due volte il podio e vincendo il Premio Radio. Nel 2009 ha vinto un Wind Music Award e nel 2011 un Sanremo Hit Award.
Due suoi brani, Prima di partire per un lungo viaggio e Bruci la città, sono risultati a lungo tra i più trasmessi dalle radio, rispettivamente nelle estati 2003 e 2007, rimanendo in top 5 del Music Control da fine aprile fino a fine estate. 

## Biografia

### Gli anni novanta

#### 1992: Gli esordi, Le matte in trasferta e Sanremo Giovani
Dopo aver conseguito la maturità presso il Liceo Scientifico "Morgagni" nella Firenze di fine anni Ottanta, Irene Grandi, assieme a diverse band, alcune composte da sole donne - tra cui "I Goppions", "La Forma" (nella cui formazione si trovano anche Stefano Bollani e Marco Parente) e "Le matte in trasferta" - ha fatto la gavetta, cantando nei locali, pub e bar della Toscana (con lei l'amica Simona Bencini, futura cantante dei Dirotta su Cuba), fino a quando nel 1992 inizia a prendere corpo la sua carriera da solista.
Proprio allora inizia a scrivere le sue prime canzoni assieme a Telonio (Lorenzo Ternelli), che sarà suo stretto collaboratore per quasi dieci anni. Nei primi anni novanta Irene Grandi è anche corista: infatti compare in alcune produzioni discografiche di Alessandro Canino, famoso per il brano Brutta, precisamente in "Alessandro Canino" del 1992 e in "Crescerai" del 1994.
Una delle sue prime apparizioni televisive ufficiali risale al 20 novembre 1993 alla trasmissione Roxy Bar per promuovere il suo primo 45 giri Un motivo maledetto. Il singolo, scritto e presentato nel 1993 in collaborazione con Telonio (Lorenzo Ternelli), cattura l'attenzione di Dado Parisini, produttore della CGD (attuale Warner Music Italia), facendole guadagnare il suo primo contratto discografico. Il brano viene presentato a Sanremo Giovani e successivamente inizia anche la sua rotazione radiofonica. Per l'occasione Irene Grandi gira anche il suo primo videoclip. Questo primo singolo spinge la casa discografica a pubblicare un CD singolo contenente quattro tracce, tra cui anche il remix edito per le discoteche.

#### I primi album e il successo in Germania

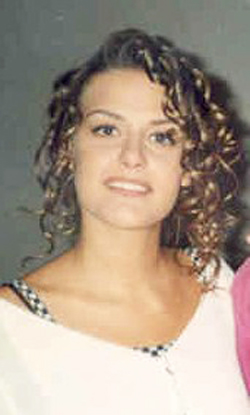
Irene Grandi da giovane

Nel 1994 partecipa al 44º Festival di Sanremo nella categoria "Nuove proposte", presentando Fuori. Nello stesso anno pubblica il suo primo album, Irene Grandi; il disco è composto da otto brani inediti, più una reinterpretazione di (You Make Me Feel Like) A Natural Woman, inoltre sono presenti anche T.V.B., brano scritto per lei da Jovanotti e Telonio, e "Sposati! Subito!!", scritta in collaborazione con Eros Ramazzotti.
Per questo album la promozione viene effettuata in campo nazionale e in campo estero; infatti con l'aggiunta di Weil du anders bist, cantata in coppia con Klaus Lage, viene pubblicata un'edizione speciale per il mercato tedesco. Questo duetto riscuote notevole successo. Dall'edizione tedesca del primo album Irene Grandi vengono estratti altri due singoli: "Vai, vai, vai", seguìto da "Fuori" in versione radio.
Sempre nel 1994 parte per il suo primo tour come ospite di diversi artisti, tra i quali Paolo Vallesi, con il quale incide Vedi di non montarti la testa. Il 1995 sicuramente rappresenta l'anno della ribalta per Irene Grandi, perché pubblica il suo secondo album In vacanza da una vita, contenente numerosi successi fra i quali Bum Bum, In vacanza da una vita, Dolcissimo amore, Bambine cattive e L'amore vola.
Anche per questo disco le collaborazioni importanti: ancora una volta con Jovanotti e poi con Pino Daniele, con il quale parte in tour e in estate lancia il duetto "Se mi vuoi", anch'esso singolo di successo. Nel 1996 si interessa al cinema, cimentandosi nel ruolo di attrice; al fianco di Diego Abatantuono interpreta la parte di un angelo custode nel film Il barbiere di Rio di Giovanni Veronesi. Nel settembre dello stesso anno pubblica Fai come me, singolo tratto dalla colonna sonora del medesimo film. Nel singolo è contenuto anche l'inedito Stubi dubi a.
Per fortuna purtroppo è il titolo del terzo album di inediti, uscito nel settembre del 1997, un disco assolutamente sperimentale dalle sonorità soul, con molti brani dai ritmi etnici e tribali un po' bossa nova. I singoli estratti dal disco sono: Che vita è (uscito anche in versione remix prodotto da Gaudi), Otto e mezzo e Primitiva. Questo lavoro discografico testimonia il continuo cambiamento musicale che l'artista anche in futuro sarà solita fare. Nella primavera del 1998 esce il suo secondo disco per il mercato estero Irene Grandi in versione spagnola, una raccolta dei suoi brani più famosi incisi in spagnolo.
Con questo nuovo progetto discografico l'artista si appresta a girare anche i videoclip promozionali e intraprende un lungo tour, che attraversa buona parte della penisola iberica. Dall'album sono stati estrapolati i singoli Qué vida es, Bum bum e Cosas de grandes. Nel 1999 esce la sua quarta opera discografica, intitolata Verde rosso e blu, con cui intraprende la strada del Rock e decide di conseguenza di adeguare il suo look. Tra i brani di questo album: Verde rosso e blu ed Eccezionale: sarà proprio quest'ultima canzone a spingere Vasco Rossi ad avviare una collaborazione duratura con lei.

### Gli anni 2000

#### La tua ragazza sempre
Nel 2000 partecipa ancora al Festival di Sanremo, questa volta nella categoria "Big" dove presenta La tua ragazza sempre, canzone scritta per lei da Vasco Rossi, e si classifica al secondo posto. Si tratta della prima collaborazione con Vasco Rossi. Dopo l'esperienza sanremese, entra a far parte del cast del Pavarotti and Friends duettando con lo stesso Luciano Pavarotti in una versione di Guarda che luna rivisitata parte in chiave classica e parte in chiave jazz; inoltre partecipa al Montreux Jazz Festival in Svizzera.
Francesco è il secondo singolo estratto da Verde rosso e blu, per la cui promozione viene adottata la versione radiofonica. Nel singolo viene inserita anche la versione remix edita per le discoteche. Nell'estate del 2001 pubblica Irek, il suo primo "Best Of". All'interno di questa antologia sono presenti anche due inediti, Per fare l'amore (scritta con Pio Stefanini, F. Sighieri, S. Luchi e con testo di Vasco Rossi) e Sconvolto così. Vengono inseriti anche altri due brani riarrangiati: Che vita è (acustic version) e In vacanza da una vita (2001 version).
Sempre nel 2001 partecipa all'Heineken Jammin' Festival di Imola. Nel 2002 Irene Grandi non pubblica un disco di nuovi brani ma esce Kose da Grandi, un CD-rom allegato alla rivista TRIBE nº 36: trainato dal singolo di Sconvolto così contenente anche tracce video. Continua ad esibirsi in pubblico, come nei concerti ripresi dalla televisione e nell'Irek tour 2002. Partecipa al concerto del 1º maggio e al TIM Tour 2002 a iniziative musicali quali: "Il piccolo principe", "Abbassa la tua radio", "Umbria Jazz" al Premio Tenco, a fianco di Stefano Bollani. Sempre in quell'anno canta a Salt Lake City durante la presentazione al mondo delle Olimpiadi invernali di Torino 2006 nella cerimonia di chiusura di quelle del 2002.
Prima di partire è il titolo dell'album uscito nella primavera del 2003, il disco composto all'isola d'Elba con la sua vecchia band i Kinoppi, rafforza il sodalizio con Vasco Rossi e Gaetano Curreri degli Stadio. Lo stile è rock, tra i singoli abbiamo Prima di partire per un lungo viaggio, Buon compleanno scritto da Pia Tuccitto e Laura Trentacarlini, ed Oltre. Irene Grandi in questo periodo è protagonista di un tour iniziato il 5 luglio allo stadio di San Siro a Milano come ospite speciale di Vasco Rossi.
Nei primi giorni di gennaio viene pubblicato come allegato alle ricariche di un noto gestore di telefonia, il suo primo cd live dal titolo Irene Grandi live '03: si tratta di una selezione di brani cantati dal vivo durante l'MTV day 2003 con l'aggiunta del remix di "Prima di partire per un lungo viaggio", mixato dai Planet Funk, viene pubblicato anche separatamente come singolo edito per le discoteche, la sua distribuzione avviene anche in campo estero, come ad esempio in Australia.
L'edizione del Festivalbar 2004 è presentata da Irene Grandi e Marco Maccarini, l'artista oltre a presentare e a intervistare i vari cantanti in gara, duetta con loro ad esempio con Piero Pelù nel brano Regina di cuori, con Neffa nel brano Prima di andare via, e anche con Le Vibrazioni nel brano Vieni da me ecc. Il 25 settembre 2004 si esibisce prima del concerto gratuito Vascstock 2004 di Vasco Rossi.
Indelebile, realizzato tra Londra, Firenze e Milano è uscito nella primavera del 2005, questo rappresenta il settimo lavoro della cantante toscana, dal sound rock. L'anteprima ufficiale del disco è stata fatta a Radio Due "Milano in Concert", il 19 maggio dove Irene Grandi e la sua band hanno presentato dal vivo alcuni brani estratti dal disco. In diretta radiofonica dai "Magazzini Generali" di Milano, dalle ore 21:30; lo spettacolo è stato trasmesso in replica il 28 maggio.
I singoli di maggiore successo sono Lasciala andare (scritto da Gaudi e Riccardo Cavalieri) e Non resisto (scritto da James Reid), brano per cui viene incisa anche una versione inglese dal titolo Resist You in cui duetta appunto con James Reid. Il 2 luglio 2005 Irene Grandi si è esibita al Circo Massimo a Roma per l'evento mondiale del Live8 intorno alle 18:15, durante la quale ha cantato: Per fare l'amore e Santissima Janis. In veste di Special Guest, il 22 novembre 2005 Irene Grandi ha partecipato ad una serata a Tokyo organizzata dalla Camera di Commercio Italiana in Giappone.
L'artista ha tenuto un'esibizione acustica con Riccardo Cavalieri (suo chitarrista) e con James Reid (proveniente direttamente dalla Nuova Zelanda) presentando ufficialmente il singolo Non Resisto estratto dall'album Indelebile. Successivamente collabora con Edoardo Bennato per il brano Sono nata in una grande città; questa volta si cimenta nel genere blues. Nel novembre dello stesso anno esce anche il primo DVD live, intitolato Irene Grandi LIVE e registrato durante tre tappe del tour estivo (Siracusa, Firenze e Lanciano); tra gli extra sono presenti numerose interviste alla cantante.
Nel 2006 si dedica intensamente a progetti e campagne umanitarie: è stata 5 giorni in India (dal 28 marzo al 3 aprile) dove ha incontrato donne e bambini indiani e ha verificato i progetti realizzati dall'associazione "Il cuore si scioglie" per questi ultimi. Sabato 1º aprile ha tenuto un concerto a Madaplathuruth che è stato registrato e inserito nel DVD India, andata e ritorno per raccogliere fondi per l'adozione a distanza dei bambini indiani; la presentazione stampa del DVD è stata il 27 settembre al Teatro Saschall di Firenze. Sempre al Saschall di Firenze si è tenuta la conferenza stampa di presentazione di un altro DVD: Burkina Faso andata e ritorno. Questo, realizzato nel paese africano, è stata un'altra iniziativa della campagna di Unicoop Firenze il "Cuore si scioglie".
Nel settembre 2006 Irene Grandi ha partecipato come testimonial alla cerimonia di apertura dei Mondiali di scherma 2006 tenutasi a Torino in Piazza San Carlo sabato 30 settembre. Ha inoltre inciso la canzone Olimpiade Invernale dedicata alle Olimpiadi di Torino: la canzone non è mai stata incisa su disco, ma è possibile scaricarla da iTunes. Successivamente partecipa alla compilation "Innocenti evasioni" dedicata a Lucio Battisti, con la reinterpretazione di "Uno in più".

#### 2007: Il successo diBruci la città

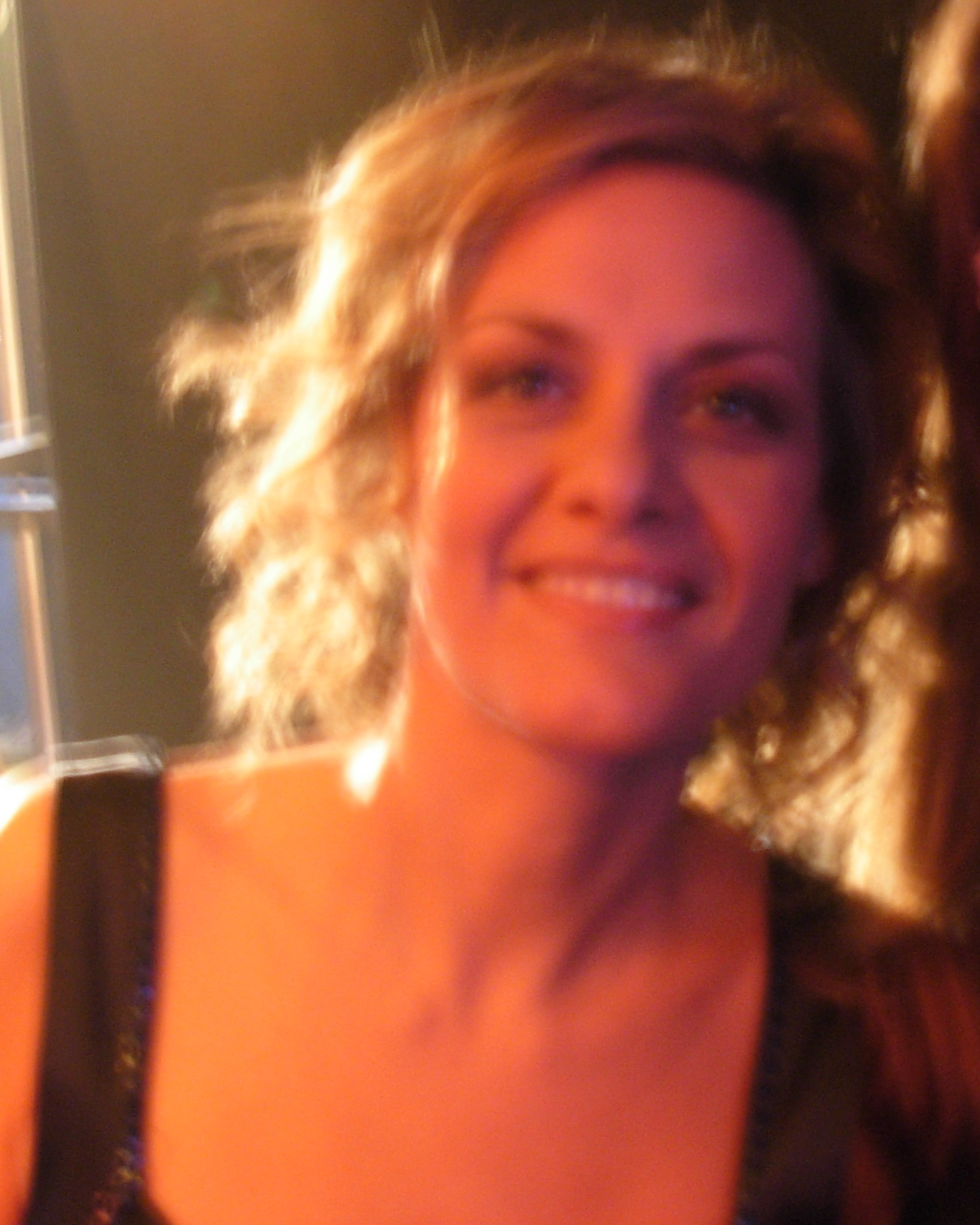
Irene Grandi nel 2007

Nel maggio del 2007 esce Irenegrandi.hits, una raccolta di 34 brani su due dischi, il primo contenente brani dagli esordi al 2001, il secondo con due inediti, Bruci la città, scritta da Francesco Bianconi dei Baustelle, scartata da Sanremo e poi rivelatasi un grandissimo successo di vendite e di critica, quasi a voler rinnovare la consuetudine non scritta che vede pezzi poco fortunati a Sanremo o addirittura tagliati prima della kermesse poi trionfatori in seguito; e La finestra scritta con Paolo Grassi, più quattro hits (Bum bum, Oltre, Cose da grandi e Prima di partire per un lungo viaggio) riarrangiate in versione acustica con la sua band, i "The Moonfish", e le tre cover Sono come tu mi vuoi (testo di Antonio Amurri e musica del maestro Bruno Canfora), portata al successo nel 1966 da Mina (che la incise in un 45 giri) e reinterpretata da Iva Zanicchi (che la inserì nel suo LP Fantasia), Estate di Bruno Martino ed È solo un sogno di Paolo Benvegnù.
Incide anche altre due cover, riarrangiate in chiave jazz: Conversazione (anche questa di Antonio Amurri e del maestro Bruno Canfora), incisa da Mina e Senza fine di Gino Paoli, entrambe contenute nel cd "PMJO" dell'Orchestra del Parco della Musica di Roma - Jazz orchestra. Il tour 2007 si è articolato in due parti: il "LIVE HITS SUMMER TOUR", in estate, e il "LIVE HITS TEATRI" in inverno, che si è svolto per la prima volta nei teatri italiani, consentendo all'artista l'esecuzione di uno spettacolo più intimo e raffinato. Bruci la città si classificherà invece al 13º posto dei singoli più venduti e scaricati dell'anno. Il successo della raccolta e del singolo le valgono una nomination nella sezione " Best italian act " agli MTV Europe Music Awards 2007. Nello stesso anno la cantante viene premiata ai Venice Music Awards per il singolo Bruci la città.

#### 2008:Canzoni per Natale
Il concerto di lunedì 21 gennaio che Irene Grandi ha tenuto a Trento, presso l'Auditorium Santa Chiara, è stato trasmesso in diretta sul portale di un noto provider italiano, dove era presente una sezione speciale dedicata all'evento. Inoltre, a partire dal 29 gennaio, il concerto è stato reso disponibile in modalità "on demand" gratuita sempre dallo stesso provider. Irene si dedica ancora a progetti umanitari, infatti dal 15 febbraio è possibile scaricare Birima, una canzone di Youssou N'Dour del 2000, riarrangiata con la collaborazione di Irene Grandi, Patti Smith, Francesco Renga e Simphiwe Dana, contribuendo in questo modo a finanziare un progetto senegalese di microcredito.
Inoltre l'artista è intervenuta al concerto di Youssou N'Dour tenutosi in Francia il 4 aprile. Un'altra importante collaborazione è quella con Elio e le Storie Tese nel brano Heavy Samba contenuto nel loro disco, Studentessi, uscito il 20 febbraio 2008. Ha partecipato al concerto del 1º maggio in piazza di Porta San Giovanni a Roma duettando con i Baustelle in Bruci la città e L'albero di 30 piani, cover di Adriano Celentano, un'altra partecipazione è stata l'8 luglio al concerto di Pino Daniele dove con Irene Grandi ha cantato Se mi vuoi e Napule è.
Il 20 maggio è uscita la sua prima autobiografia ufficiale, Diario di una cattiva ragazza edito dalla Arnoldo Mondadori Editore, dove l'artista si racconta per la prima volta a 360 gradi. Il 23 agosto ha tenuto un concerto a Pechino durante le Olimpiadi dove ha cantato La tua ragazza sempre, Bum Bum, Cose da grandi, Prima di partire per un lungo viaggio, Lasciala andare, Bruci la città, Estate, Sono come tu mi vuoi, T.V.B., Olimpiade Orientale, In vacanza da una vita e la reinterpretazione di Caterina Caselli Sono bugiarda.
Successivamente c'è stata anche la premiazione dell'artista con un regalo. Il 14 novembre 2008 pubblica il suo primo singolo in digitale Bianco Natale in vendita su ITunes, primo estratto dell'album Canzoni per Natale uscito il 28 novembre 2008 per Warner Music. Questo è il primo album di cover natalizie pubblicate da una donna in Italia, il disco è una selezione di 12 brani cantati 6 in italiano e 6 in inglese; il disco viene certificato disco di platino con 105 000 copie. Tra le collaborazioni spiccano quelle con Alessandro Gassman in Qualche stupido ti amo e Stefano Bollani in Oh Happy Day.
Il 16 gennaio 2009 viene lanciato in radio il singolo Qualche stupido ti amo, in duetto con Alessandro Gassmann, tratto dall'album Canzoni per Natale. Da lunedì 19 gennaio è andato in rotazione nei principali canali televisivi musicali il relativo video, ispirato agli inizi degli anni sessanta. Martedì 24 marzo ha tenuto un concerto al "The Place" di Roma, l'evento riservato ai vincitori di un concorso è andato anche in diretta streaming sul sito del locale iniziato dalle ore 22:00 alle 22:30.
Ha partecipato al concerto-evento Amiche per l'Abruzzo., cantando Prima di partire per un lungo viaggio e "Bum Bum" e poi insieme a Dolcenera, Noemi e Syria ha interpretato La tua ragazza sempre e Blowin' in the Wind, mentre con Elisa e Laura Pausini ha eseguito Luce (Tramonti a nord est). Infine con tutte le artiste presenti ha proposto Il mio canto libero.
Ha partecipato insieme a molti artisti alla realizzazione di Q.P.G.A. di Claudio Baglioni, riedizione del disco del '72 cantato in una veste completamente diversa da quella originale, insieme hanno interpretato "Una faccia pulita". Il 4 dicembre è uscito il singolo Wonderful Christmas Time, terzo dell'album Canzoni per Natale, ma quest'anno venduto in formato cartonato e a prezzo speciale.

### Gli anni 2010

#### 2010-2011: Sanremo,Alle porte del sognoe altri progetti
Il 18 dicembre 2009 viene ufficializzata la partecipazione di Irene Grandi al 60ª edizione del Festival di Sanremo nella sezione "Artisti", con il brano La cometa di Halley. Durante la quarta serata (19 febbraio 2010) il brano è stato eseguito in coppia con Marco Cocci. Il brano accede alla serata finale ma non riesce a classificarsi sul podio. Il 19 febbraio 2010 è uscito il singolo promozionale per le radio La cometa di Halley, incluso nell'undicesimo album della cantante, Alle porte del sogno.
Il singolo è stato al vertice di tutte le classifiche radiofoniche italiane per oltre 3 mesi. L'album arriva a distanza di 5 anni dall'ultimo cd di inediti ed è considerato dalla cantante come quello che, rappresentando “la riscoperta di Irene Grandi” segna l'inizio di una nuova fase nella sua carriera. Gli undici inediti contenuti nell'album spaziano dalla quotidianità a temi “grandi” che celebrano le emozioni forti come la sofferenza, l'entusiasmo, l'armonia e il desiderio. Il filo che li lega è una riflessione sulle strade da percorrere per vivere e accogliere le emozioni senza sofferenza, aprendosi ad una nuova soglia grazie alla capacità di sognare.
In questo album, Irene Grandi ha lavorato anche come coautrice di quasi tutti i brani, condividendo la co-produzione artistica con Pio Stefanini, che già in passato aveva lavorato come autore per lei, e che più recentemente aveva prodotto Bruci la città. Nel disco compaiono collaborazioni importanti come quella di Gaetano Curreri degli Stadio, di Francesco Bianconi dei Baustelle e del poeta toscano Alfredo Vestrini con il quale ha intensificato il senso delle sue poesie accompagnandole a musica.
Il secondo singolo estratto dall'album è Alle porte del sogno, in rotazione radiofonica dal 30 aprile 2010. Malgrado abbia raggiunto per una sola settimana la Top 20, Alle porte del sogno ha resistito per ben otto mesi tra i primi 100 album più venduti, anche grazie al successo del singolo omonimo, che è stato tra i più trasmessi in radio nell'estate 2010.
Sempre nel 2010 Irene diventa coproduttore assieme a Pio Stefanini di Monnalisa, pseudonimo di Lisa Kant già sua corista; inoltre esce Discoluna, album contenente "Allo stadio", singolo che successivamente diventerà la sigla Rai 2 di Quelli che il calcio all'epoca condotto da Simona Ventura.
Nell'autunno successivo è stato pubblicato il singolo Figli delle stelle, cover dell'omonimo brano di Alan Sorrenti, disponibile sulle piattaforme di musica digitale. Dal 19 gennaio 2011 è disponibile il libro I Baustelle mistici dell'Occidente, dove si parla delle collaborazioni dei Baustelle con le donne della musica, fra cui anche Irene Grandi. Nello stesso anno canta la canzone Ciao Foresta insieme al Piccolo Coro "Mariele Ventre" dell'Antoniano.

#### 2012: la collaborazione con Stefano Bollani per il nuovo album
Il 17 luglio 2012 la casa discografica Carosello comunica che Irene e Stefano Bollani hanno registrato insieme un album, Irene Grandi & Stefano Bollani, un album di cover e di due inediti, pubblicato il 23 ottobre 2012 dalle etichette discografiche Carosello e 3esessanta.[1] L'album debutta alla quinta posizione nella classifica italiana degli album.

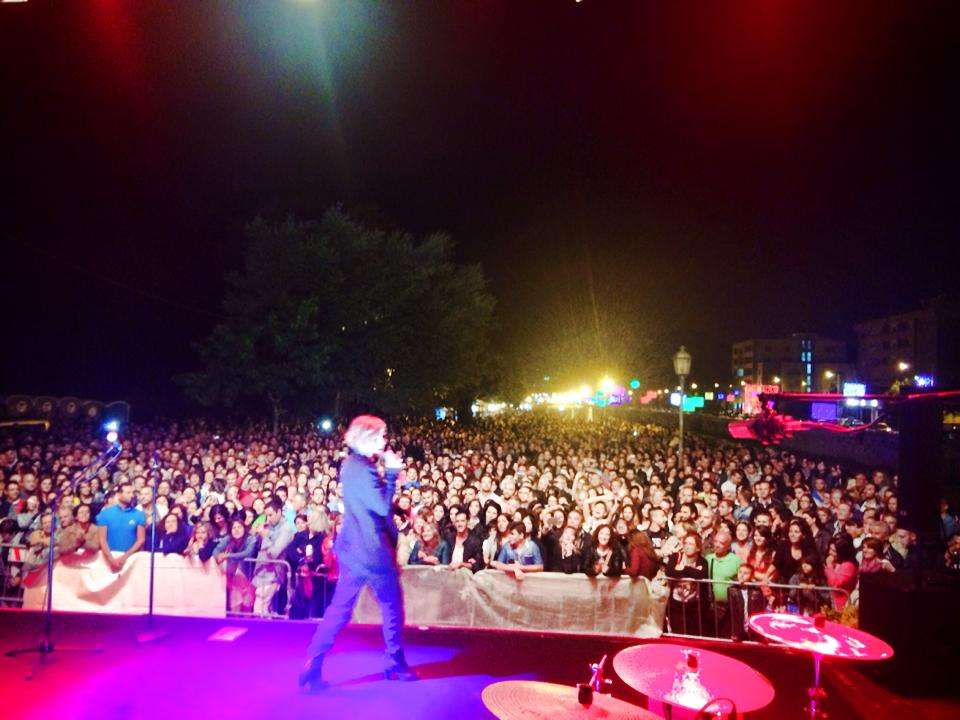
Irene Grandi in concerto a Cosenza (2014)

#### 2015: Il ritorno a Sanremo e il nuovo album
Il 14 dicembre 2014 viene annunciata la sua partecipazione al Festival di Sanremo 2015, con il brano Un vento senza nome, che anticiperà l'album omonimo in uscita il 12 febbraio 2015, cambiando ufficialmente etichetta discografica con la Sony Music. Si piazza infine al 12º posto alla manifestazione.
Il 1º maggio 2015 si esibisce durante il Concerto del Primo Maggio in Piazza San Giovanni in Laterano a Roma, insieme ad artisti come J-Ax, Noemi, Emis Killa, Alex Britti, Enrico Ruggeri, Paola Turci, Enzo Avitabile e tanti altri.
Il 5 maggio parte il suo nuovo tour, con la "data zero" di Terni.
Nel giugno 2015 la cantante partecipa alla terza edizione del Summer Festival con il brano Casomai, ottenendo una nomination per il Premio RTL 102.5 - Canzone dell'estate.

#### 2016-2019: Amiche in arena, ospite a Sanremo 2019 e nuovo album
Nel giugno 2016 si esibisce con i Pastis a Musica da Bere, dove viene premiata con la Targa alla Carriera.
Il 19 settembre 2016 all'Arena di Verona in occasione dei 40 anni di carriera di Loredana Bertè, Irene Grandi duetta con Gianna Nannini ed Emma nel brano I maschi, poi con Fiorella Mannoia in Sally e Prima di partire per un lungo viaggio ed infine con la stessa Bertè in Buongiorno anche a te.
L'8 febbraio 2019 è ospite durante la quarta serata del 69º Festival di Sanremo duettando con Loredana Bertè nel brano Cosa ti aspetti da me. Il 31 maggio esce il nuovo album Grandissimo, preceduto dall'uscita del singolo I passi dell'amore.

### Gli anni 2020

#### 2020: il quinto Sanremo
Il 31 dicembre 2019 viene annunciata la sua partecipazione al Festival di Sanremo 2020, segnando il ritorno in gara della cantante sul palco dell'Ariston dopo cinque anni con il brano Finalmente io, appositamente scritto per lei da Vasco Rossi, classificandosi nona nella graduatoria finale. Per la serata dedicata alle cover, sceglie di interpretare La musica è finita con Bobo Rondelli.
Nello stesso anno la cantante ha aderito al supergruppo Italian Allstars 4 Life che ha riunito oltre cinquanta artisti italiani per l'incisione del brano Ma il cielo è sempre blu, cover corale del brano di Rino Gaetano. I ricavati del singolo, pubblicato l'8 maggio, sono stati devoluti alla Croce Rossa Italiana per sostenere Il Tempo della Gentilezza, progetto a supporto delle persone più fragili colpite dalla pandemia di COVID-19 del 2019-2021.

#### 2021: il ritorno al blues e il premio MEI
Dal 29 giugno Irene Grandi è impegnata nel tour “Io in blues”. Con lei sul palco anche Saverio Lanza (chitarra e tastiera), Piero Spitilli (basso e contrabbasso), Fabrizio Morganti (batteria) e Pippo Guarnera. Il tour si conclude il 2 ottobre a Faenza con il Premio Radio Rai Live al Mei 2021, assegnato alla cantante per l'originalità ed esclusività del suo tour estivo.

#### 2022: tra televisione e teatro
Tra fine aprile e fine maggio compare in veste di coach nel programma televisivo The Band, il talent show di Rai 1 condotto da Carlo Conti. È stata scelta per interpretare una delle protagoniste del musical The Whitches Seed, un'opera rock firmata dal musicista e fondatore dei The Police Stewart Copeland e prodotta dalla Fondazione Tones on the Stones.

#### 2024: nuovi singoli e nuovo tour per il trentennale di carriera
Esce venerdì 17 maggio Fiera di Me il nuovo singolo di Irene Grandi, con cui la cantante fiorentina anticipa un tour autunnale e un album omonimi, volti a celebrare i suoi trent'anni di carriera.
Esce venerdì 11 ottobre Universo, il nuovo singolo scritto da Francesco Bianconi e Kaballà. Nello stesso anno la cantante ottiene il suo primo Premio Lunezia per il valore musical-letterario del brano Fiera di me.
L’11 aprile é uscito un altro singolo dal titolo Favole presentato per la prima volta a Pomeriggio 5.

## Discografia

### Album in studio
- 1994 – Irene Grandi
- 1995 – In vacanza da una vita
- 1997 – Per fortuna purtroppo
- 1999 – Verde rosso e blu
- 2003 – Prima di partire
- 2005 – Indelebile
- 2008 – Canzoni per Natale
- 2010 – Alle porte del sogno
- 2015 – Un vento senza nome
- 2019 – Grandissimo

### Live
- 2004 – Irene Grandi live '03
- 2018 – Lungoviaggio
- 2020 – Lasciami andare
- 2023 – Io in Blues

### Raccolte
- 1998 – Irene Grandi - Per il mercato latino
- 2001 – Irek
- 2007 – Irenegrandi.hits
- 2012 – Tutto Irene - Cose da grandi
- 2012 – Irene Grandi & Stefano Bollani

## Tour
- 1995 – In vacanza da una vita tour
- 1998 – Per fortuna purtroppo tour
- 1999-2000 –Verde rosso e blu tour (inverno '99)
- 2001-2002 – Irek tour
- 2003 – Prima di partire summer tour '03
- 2003 – Prima di partire tour
- 2004 – Irene grandi live '04
- 2005 – Indelebile tour
- 2006 – Indelebile tour '06 (mini tour estero in India ed Africa)
- 2007 – Live hits summer tour (rock)
- 2007-2008 – Live hits teatri tour
- 2008 – Irenegrandi.hits live estate 2008 (rock e unplugged)
- 2009 – Live estivo '09
- 2010 – Alle porte del sogno tour live 2010
- 2012 – Irene Grandi & Stefano Bollani (jazz)
- 2013 – Come non mi hai visto mai (rock-blues)
- 2013 – Cinecittà
- 2014 – Acustica
- 2015 – Un vento senza nome tour
- 2015-2016-2017 – Lungoviaggio (Pastis & Irene Grandi)
- 2019 – Grandissimo Tour
- 2021 – Io in blues Tour
- 2024-2025 – Fiera di me Tour

## Formazione band
La band attuale di Irene Grandi, formatasi a partire dal Cinecittà tour 2013, è composta da:
- Saverio Lanza - chitarra e tastiera
- Piero Spitilli - basso e contrabbasso
- Fabrizio Morganti - batteria
- Massimiliano Frignani - chitarra

## Autrice
- 1994 -  Vedi di non montarti la testa (Paolo Vallesi, Non mi tradire)
- 2008 - Delirio (Martina Stavolo, Amici 2008/2009)
- 2011 - Paura non ho (Tiziano Ferro, L'amore è una cosa semplice)

## Partecipazioni al Festival di Sanremo
| Edizione                 | Brano                 | Autore                                                      | Categoria      | Posizione                                       | Premi | Duettante e/o brano omaggio          |
| ------------------------ | --------------------- | ----------------------------------------------------------- | -------------- | ----------------------------------------------- | ----- | ------------------------------------ |
| Sanremo Giovani 1993     | Un motivo maledetto   | Irene Grandi e Lorenzo Ternelli                             | -              | Finalista e ammessa al Festival di Sanremo 1994 | -     | -                                    |
| Festival di Sanremo 1994 | Fuori                 | Irene Grandi e Lorenzo Ternelli                             | Nuove proposte | 4ª                                              | -     | -                                    |
| Festival di Sanremo 2000 | La tua ragazza sempre | Vasco Rossi e Gaetano Curreri                               | Campioni       | 2ª                                              | -     | -                                    |
| Festival di Sanremo 2010 | La cometa di Halley   | Francesco Bianconi e Irene Grandi                           | Artisti        | 8ª                                              | -     | Marco Cocci                          |
| Festival di Sanremo 2015 | Un vento senza nome   | Irene Grandi e Saverio Lanza                                | Campioni       | 12ª                                             | -     | Se perdo te con Saverio Lanza        |
| Festival di Sanremo 2020 | Finalmente io         | Vasco Rossi, Roberto Casini, Andrea Righi e Gaetano Curreri | Campioni       | 9ª                                              | -     | La musica è finita con Bobo Rondelli |

## Televisione
- So '90's! - I più bei video anni '90 (MTV, 1998)
- Festivalbar (Italia 1, 2004)  - Conduttrice
- Chef per un giorno (LA7, 2008)
- Sarà Sanremo (Rai 1, 2017) - Giurata
- The Band (Rai 1, 2022) - Tutor

## Filmografia

### Cinema
- Il barbiere di Rio, regia di Giovanni Veronesi (1996)

### Televisione
- Materia viva, regia di Marco Falorni, Andrea Frassoni e Stefania Vialetto (Rai 3, 2023) se stessa

### Doppiatrice
- L'apetta Giulia e la signora Vita (2003) - voce dell'apetta Giulia

## Teatro
- The Witches Seed (2022) - coprotagonista

## Premi e riconoscimenti
- Premio Lunezia
  - 2024 – Premio alla carriera per il valore musical-letterario delle sue canzoni[25]